# Castillo de Ashford
El Castillo de Ashford (Ashford Castle en inglés) es un castillo medieval situado cerca de Cong, Condado de Mayo, Irlanda. El castillo se encuentra a orillas del lago Corrib. Fue construido en el siglo XIII por la familia anglo-normanda De Burgos tras derrotar a los O'Connors de Connaught.
En 1852 fue reconstruido y ampliado por Benjamin Guinness, y su hijo Arthur tomó su título de una isla del lago. La familia Guinness vendió el castillo en 1945.
El castillo es actualmente un hotel de cinco estrellas. Una embarcación que sale del castillo ofrece paseos por el lago Corrib. La película de 1952, The Quiet Man, y La serie de 2013 - 2017 Reign fue rodada en Ashford, apareciendo en ella muchas partes del castillo y de la vecina localidad de Cong.

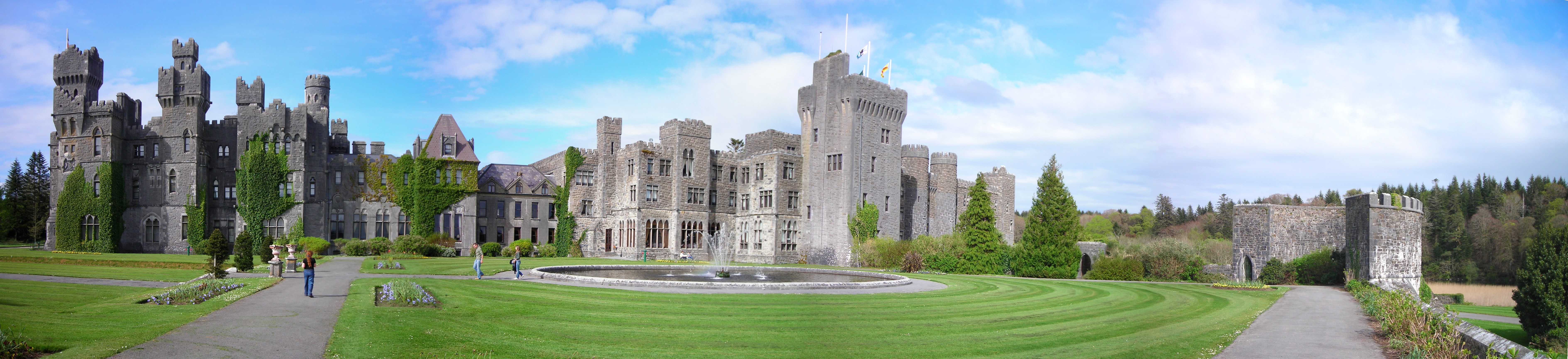
Vista panorámica del castillo.